# Louis Garrigou
Pour les articles homonymes, voir Garrigou.
Louis Garrigou, né le 19 juillet 1884 à Alger et décédé le 7 novembre 1947 à Cahors, était un sénateur du Lot.

## Biographie
Fonctionnaire préfectoral de profession, il travailla dans différents cabinets ministériels. Il est devenu sénateur du Lot le 23 mars 1930, réélu le 10 janvier 1933 jusqu'au 31 décembre 1941. Il a voté les pleins pouvoirs à Pétain le 10 juillet 1940

## Sources
- « Louis Garrigou », dans le Dictionnaire des parlementaires français (1889-1940), sous la direction de Jean Jolly, PUF, 1960 [détail de l’édition]